# Busseto

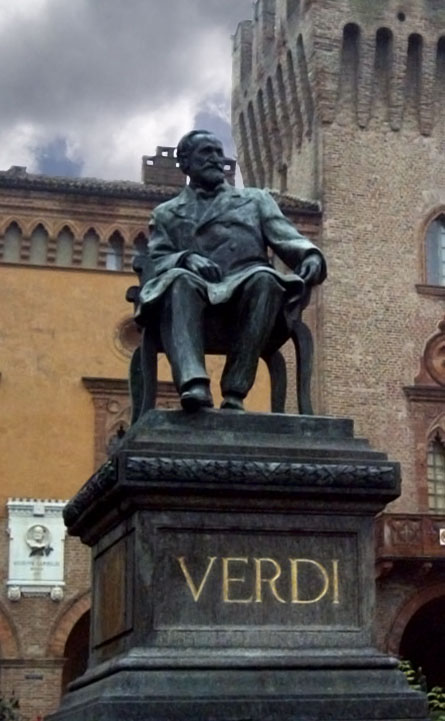
Giuseppe Verdi

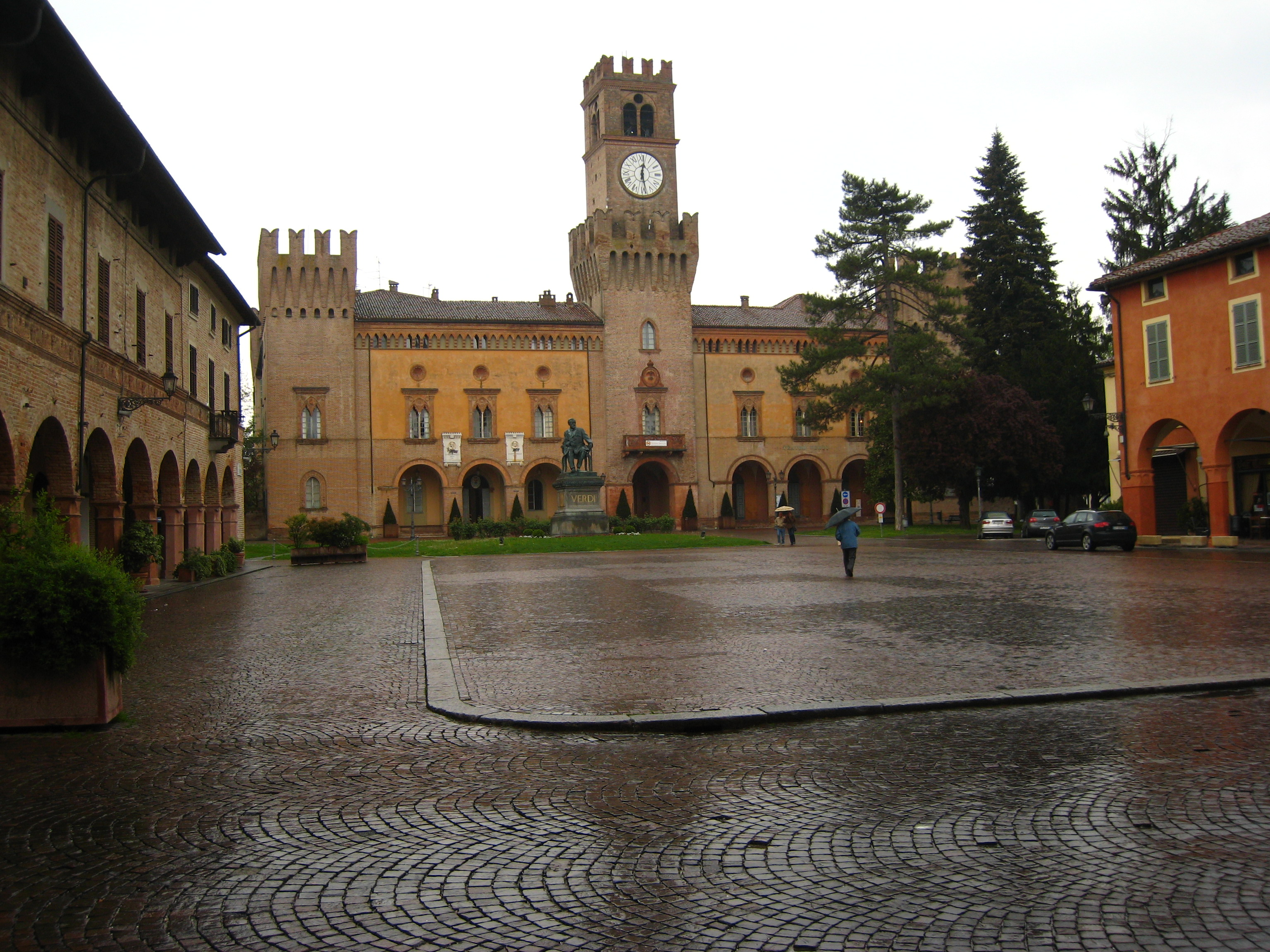

Busseto és un poble de 7.000 habitants a la província de Parma, a l'Emilia-Romagna al nord d'Itàlia.
Deu la seva celebritat principalment a haver estat la llar del compositor Giuseppe Verdi des de 1824. El 1976, el director Bernardo Bertolucci hi va filmar la saga Novecento. És la seu de carnestoltes de renom.

## Personalitats de Busseto
- Ireneo Affò, religiós franciscà
- Margherita Barezzi, esposa de Giuseppe Verdi
- Carlo Bergonzi, tenor
- Umberto Brindani, periodista
- Vincenzo Campi, pintor
- Carlo Caffarra, cardenal
- Giovannino Guareschi, escriptor
- Gioacchino Levi, pintor
- Tarquinio Merula, compositor
- Alberto Pasini, pintor
- Giuseppe Piroli, polític
- Lucca Pisaroni, sota-baríton
- Lli Rizzi, periodista
- Giuseppe Verdi, compositor
- Gino Nastrucci, director d'orquestra i violinista